# Gábor Benedek
Gábor Benedek (n. 23 martie 1927, Tiszafüred, Județul Jász-Nagykun-Szolnok, Ungaria) este un sportiv ce a reprezentat Ungaria, medaliat olimpic. A participat la două ediții ale Jocurilor Olimpice (1952, 1956) în care a câștigat o medalie de argint.